# Through the Noise
Through the Noise is een videoalbum van de Canadese hardcore punk band Comeback Kid. Het werd uitgegeven op 14 oktober 2008 door Smallman Records en Victory Records, en werd opgenomen tijdens een concert in Leipzig, Duitsland op 11 november 2007. Het bevat naast videomateriaal en muziek ook een uur durende documentaire van de band. Het album bevat zowel een cd als een dvd.

## Nummers
1. "False Idols Fall" - 3:03
2. "Die Tonight" - 2:48
3. "Broadcasting..." - 3:49
4. "Partners In Crime" - 2:56
5. "Changing Face" - 2:19
6. "Industry Standards" - 3:39
7. "Defeated" - 3:34
8. "All In A Year" - 2:29
9. "Step Ahead" - 1:50
10. "Talk Is Cheap" - 1:53
11. "The Trouble I Love" - 1:56
12. "Hailing On Me" - 2:57
13. "Our Distance" - 1:54
14. "Lorelei" - 2:57
15. "Wake The Dead" - 3:50
16. "Give'r (Reprise)" - 1:25
17. "Final Goodbye" - 2:54

## Videomateriaal
- Live In Leipzig, concert
- Our Distance, documentaire
- Videoclip voor Broadcasting...
- Videoclip voor Wake The Dead (Original Version)
- Videoclip voor Wake The Dead (Monster Version)